# Хворки II
Хво́рки-II или Хво́рки-2 (именуемая также лесопункт Хворецкий) — упразднённая в 1983 году деревня в Гдовском районе Псковской области России. Входит в черту деревни Хворки-1 в составе Плесновской волости.  

## География
Расположена в северной части области, на востоке района, в зоне хвойно-широколиственных лесов,  в прибрежье реки Чёрной, в 0,5 км от нежилого селения Нестеров Хутор и в 1,5 км к востоку от деревни Хворки-1, примерно в 34 км к востоку от города Гдова.

### Климат
Климат характеризуется как умеренно континентальный, с относительно коротким тёплым летом и продолжительной, как правило, снежной зимой. Средняя многолетняя температура самого холодного месяца (января) составляет −8 °С, температура самого тёплого (июля) — +17,4 °С. Среднегодовое количество осадков — 684 мм.

## История
Деревня была основана после войны.
Включена в деревню Хворки-1 17 ноября 1983 года).

## Инфраструктура
Индивидуальная застройка усадебного типа. Осталось 2 частных дома.

## Транспорт
Лесная дорога.